# Merle Oberon
Merle Oberon, nascida Estelle Merle O'Brien Thompson (Bombaim, 19 de fevereiro de 1911 – Malibu, 23 de novembro de 1979), foi uma atriz anglo-indiana, naturalizada norte-americana.
Começou sua carreira cinematográfica em filmes britânicos como Ana Bolena em The Private Life of Henry VIII (1933). Após seu sucesso em The Scarlet Pimpernel (1934), foi para os Estados Unidos para atuar em filmes de Samuel Goldwyn. Foi indicada ao Oscar de melhor atriz por sua atuação em The Dark Angel (1935). Um acidente de trânsito em 1937 causou ferimentos faciais que poderiam ter terminado sua carreira, mas ela se recuperou e permaneceu ativa no cinema e na televisão até 1973.

## Biografia
Oberon nasceu em Bombaim, hoje Mumbai, em 1911. Quando criança seu apelido era "Queenie" em homenagem à rainha Mary, que visitara a Índia ao lado do marido, rei Jorge V naquele mesmo ano.
Durante a maior parte de sua vida, Merle se protegeu escondendo a verdade sobre sua família, alegando que ela havia nascido na Tasmânia e que sua certidão de nascimento fora destruída em um incêndio. Foi criada como filha de Arthur Terrence O'Brien Thompson, engenheiro mecânico britânico, de Darlington, que trabalhava nas Ferrovias Indianas, e de Charlotte Selby, do Sri Lanka e de ascendência Maori.
Entretanto, segundo sua certidão de nascimento, sua mãe biológica era a irmã de 12 anos de Charlotte, Constance, violentada por Henry Alfred Selby, capataz de uma plantação de chá. A fim de evitar um escândalo, Charlotte criou Oberon como meia-irmã de Constance. A família se mudou para Calcutá em 1917, três anos depois que o pai de Oberon morreu. Ela começou a atuar por meio da Sociedade Teatral Amadora de Calcutá na década de 1920.

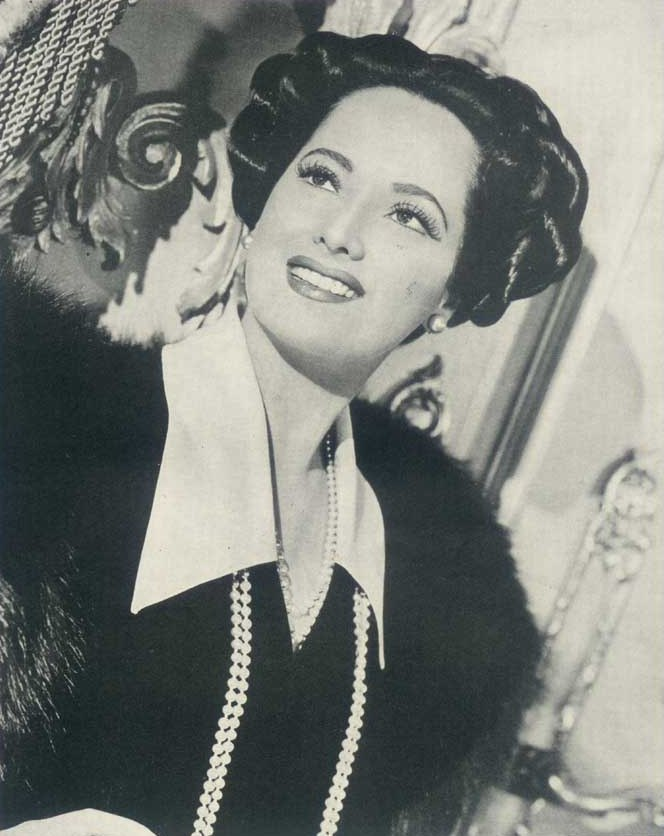
Oberon para a revista Cine Mundial (1944)

Constance casou-se posteriormente com Alexander Soares, com quem teve quatro filhos, Edna, Douglas, Harry e Stanislaus (Stan). Ainda crianças, Edna e Douglas se mudaram para o Reino Unido. Stan foi o único a manter o sobrenome do pai, Soares, e morava em Surrey, na Colúmbia Britânica, no Canadá. Harry eventualmente se mudou para Toronto, mantendo o sobrenome do casamento anterior da mãe, Selby. Quando Harry foi atrás da certidão de nascimento de Oberon nos registros do governo indiano em Bombaim, ficou surpreso ao descobrir que ele era de fato meio-irmão dela e não seu sobrinho. Ele chegou a procurar por Oberon na Califórnia, mas ela se recusou a recebê-lo. A informação sobre seu parentesco foi passada para o biógrafo de Oberon, Charles Higham, e depois divulgado no documentário sobre a atriz, The Trouble with Merle, produzido pela televisão australiana.
Em 1914, quando Oberon tinha 3 anos, Arthur Thompson entrou para o Exército Britânico e morreu devido a uma pneumonia no fronte ocidental da Primeira Guerra Mundial, na Batalha do Somme. Junto de Charlotte, ela morou em apartamentos apertados em bairros pobres de Bombaim. Em 1917, em busca de melhores oportunidades, elas se mudaram para Calcutá. Lá Oberon ganhou uma bolsa de estudos para a escola La Martiniere Calcutta para garotas, uma das melhores escolas particulares da cidade. Porém, sofrendo preconceito por sua etnia de várias origens, ela precisou largar a escola e ser educada em casa.
Sua estreia nos palcos foi em uma companhia de teatro amador de Calcutá. Apaixonada pelo cinema, ela logo começou a frequentar clubes noturnos. Ela trabalhou ainda como telefonista e chegou a ganhar concursos antes de começar sua carreira no cinema. Em um restaurante, ela conheceu um ex-ator, Coronel Ben Finney, com quem se relacionou brevemente. Quando ele descobriu sobre sua ancestralidade e sua complicada história familiar, ele rompeu o namoro.
Ele tinha prometido apresentá-la ao diretor Rex Ingram, dos estúdios Victorine, se ela estivesse disposta a viajar para a França. Oberon empacotou seus pertences e se mudou para a França com a mãe, para descobrir que seu suposto benfeitor as evitava, ainda que tenha de fato a indicado para Ingram no estúdio em Nice. Ingram se encantou com a aparência exótica de Oberon e logo a contratou como figurante para uma cena de festa no filme The Three Passions.

## Filmografia
- Interval (1973)
- Hotel (1967)
- Of Love and Desire (1963)
- The Price of Fear (1956)
- Deep in My Heart (1954)
- Desirée (1954)
- Todo es posible en Granada (1954)
- 24 Hours of a Woman's Life (1952)
- Dans la vie tout s'arrange (1952)
- Affair in Monte Carlo (1952)
- Pardon My French (1951)
- Berlin Express (1948)
- Night Song (1947)
- Temptation (1946)
- A Night in Paradise (1946)
- This Love of Ours (1945)
- A Song to Remember (1945)
- Dark Waters (1944)
- The Lodger (1944)
- First Comes Courage (1943)
- Forever and a Day (1943)
- Lydia (1941)
- Affectionately Yours (1941)
- That Uncertain Feeling (1941)
- 'Til We Meet Again (1940)
- The Lion Has Wings (1939)
- Over the Moon (1939)
- Wuthering Heights (1939)
- The Cowboy and the Lady (1938)
- The Divorce of Lady X (1938)
- I, Claudius (1937)
- Beloved Enemy (1936)
- These Three (1936)
- The Dark Angel (1935)
- Folies Bergère de Paris (1935)
- The Scarlet Pimpernel (1934)
- The Broken Melody (1934)

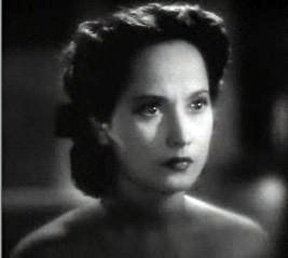
Merle Oberon em Affectionately Yours (1941).

- The Private Life of Don Juan (1934)
- The Battle (1934)
- The Private Life of Henry VIII (1933)
- Strange Evidence (1933)
- For the Love of Mike (1932)
- Men of Tomorrow (1932)
- Wedding Rehearsal (1932)
- Aren't We All? (1932)
- Ebb Tide (1932)
- Service for Ladies (1932)
- Fascination (1931)
- Never Trouble Trouble (1931)
- The W Plan (1930)
- Alf's Button (1930)
- A Warm Corner (1930)
- The Three Passions (1928)